# Izaakova synagoga v Krakově
Izaakova synagoga (polsky Synagoga Izaaka, přesněji synagoga Izaaka Jakubowicze) je ortodoxní židovská synagoga v Kaziměři, historické čtvrti polského Krakova. 
Barokní synagoga z roku 1644 byla postavena podle návrhu italského architekta Francesca Olivierriho a nese jméno podle svého donátora Izaaka Jakubowicze (zemř. 1673), nazývaného také Izák Bohatý, bankéře polského krále Vladislava IV. 

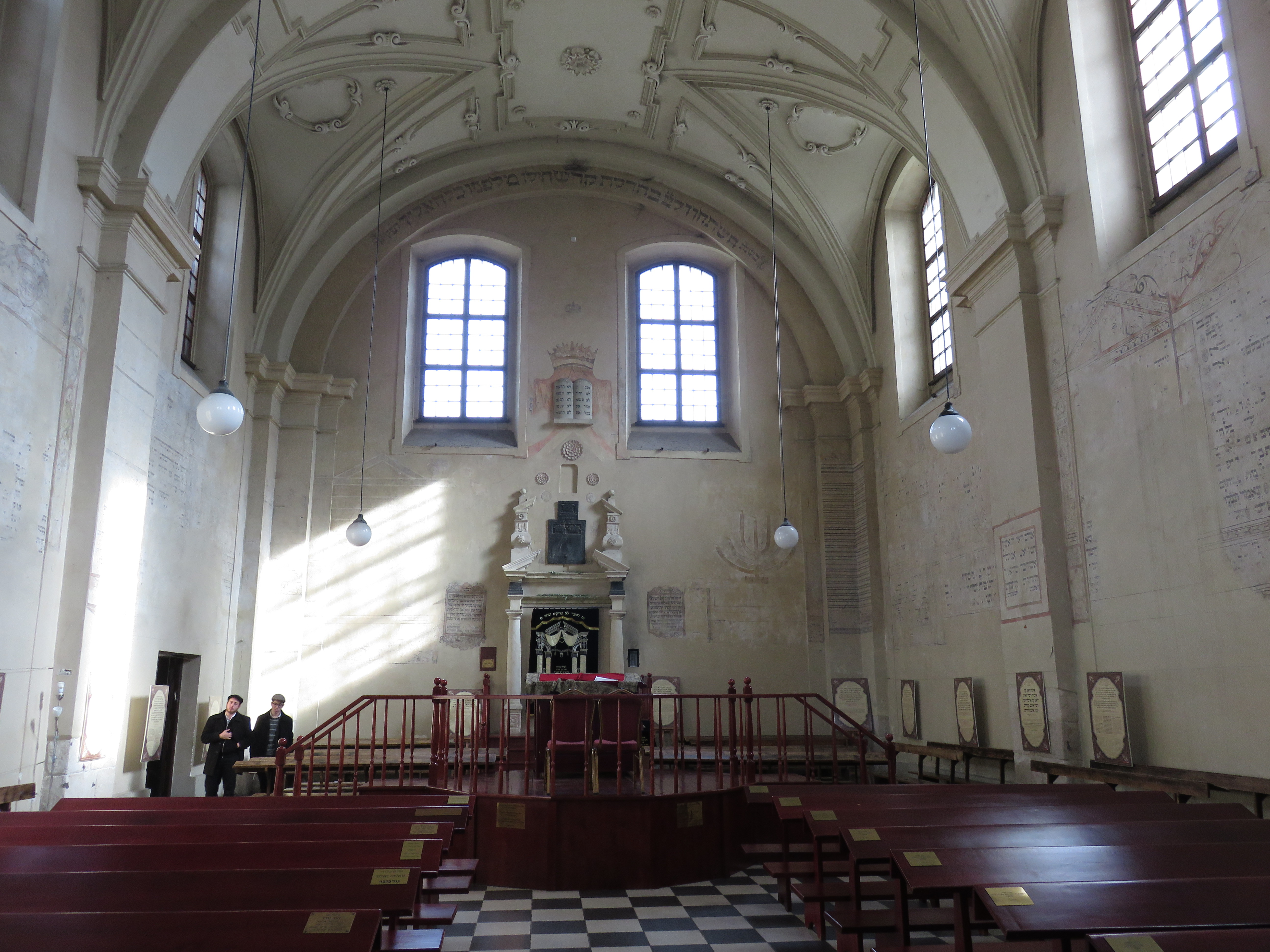
Interiér Izaakovy synagogy

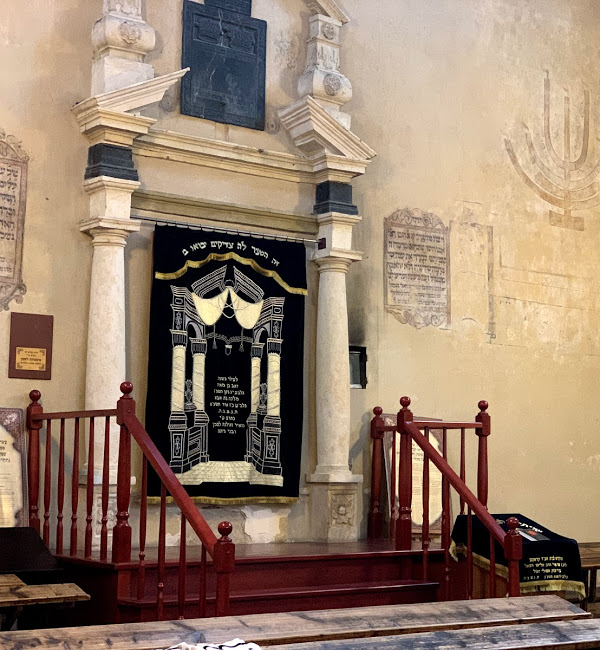
Aron ha-kodeš v Izaakově synagoze

## Dějiny
Dne 5. prosince 1939 přišlo gestapo do budovy krakovského Judenratu a nařídilo Maximiliánu Redlichovi, židovskému úředníkovi, který měl ten den službu, aby spálil svitky Tóry. Když Redlich odmítl, byl zastřelen. 
Nacisté zničili interiér a vybavení, včetně bimy (je vyvýšené místo v synagoze, nacházející se většinou uprostřed hlavního sálu modlitebny, nebo u Svaté schrány) a aronu ha-kodeš, tj. doslovně Svatá schrána, svatostánek, nalézající se v synagoze u stěny orientované směrem k Izraeli, respektive k Jeruzalému. Je různě (často velmi bohatě) zdoben a ve svých útrobách ukrývá svitky Tóry.
Po válce byla budova využívána sochařským a konzervátorským ateliérem a poté divadelní společností jako dílna a prostor pro skladování rekvizit.
V roce 1981 interiér budovy poškodil požár. Rekonstrukce byla zahájena v roce 1983 a v roce 1989, po pádu komunismu v Polsku, byla budova navrácena židovské komunitě. Nyní opět slouží jako synagoga ortodoxní komunity.

## Legendy
S Izaakovou synagogou souvisejí dvě legendy:
- První vypráví, že v roce 1644, když byla synagoga otevřena, přišlo mnoho lidí obdivovat její krásu. Mezi nimi byla skupina lupičů, která ji chtěla vyloupit. Tento plán se donesl k Izaaku Jakubowiczovi, který se poradil s rabínem Jomem Tov Hellerem. Ten mu poradil zavřít všechny brány židovského města a dveře domů a nechat otevřenou pouze tu, která vede přes hřbitov Remu. Potom nařídil, aby se 26 Židů obléklo do bílých šatů. Když se u hřbitova objevili zloději a uviděli bílé postavy, dostali strach a v hrůze utekli. Od té doby se již nikdo nikdy nepokusil synagógu vyloupit.
- Druhá říká, že Izaak Jakubowicz původně žil velmi nuzně. Jedné noci mu ve snu tajemný hlas nařídil, aby šel za velkým pokladem pohřbeným pod kamenným mostem Praze. Když po dlouhé cestě dorazil k mostu, ukázalo se, že most hlídají vojáci a nebylo možné jej prozkomat. Později o svém snu řekl jednomu z vojáků, který se zasmál a pověděl Jakubowiczovi, že i jemu se mu zdálo o velkém pokladu ukrytém ukrytém u jistého Ajzyka z Kaziměře. Když se Izaak vrátil domů, rozebral kamna a našel veliký poklad, který mu umožnil postavit synagógu a založit vlastní živnost.